# 1978-as Formula–1 nyugat-amerikai nagydíj
A nyugat-amerikai nagydíj volt az 1978-as Formula–1 világbajnokság negyedik futama.

## Futam
| Helyezés | #  | Versenyző             | Csapat/Motor       | Körök | Idő/Kiesés oka           | Rajthely | Pontszám |
| -------- | -- | --------------------- | ------------------ | ----- | ------------------------ | -------- | -------- |
| 1        | 11 | Carlos Reutemann      | Ferrari            | 80    | 1:52:01,301              | 1        | 9        |
| 2        | 5  | Mario Andretti        | Lotus-Ford         | 80    | +11,061                  | 4        | 6        |
| 3        | 4  | Patrick Depailler     | Tyrrell-Ford       | 80    | +28,951                  | 12       | 4        |
| 4        | 6  | Ronnie Peterson       | Lotus-Ford         | 80    | +45,603                  | 6        | 3        |
| 5        | 26 | Jacques Laffite       | Ligier-Matra       | 80    | +1:22,884                | 14       | 2        |
| 6        | 35 | Riccardo Patrese      | Arrows-Ford        | 79    | +1 kör                   | 9        | 1        |
| 7        | 27 | Alan Jones            | Williams-Ford      | 79    | +1 kör                   | 8        |          |
| 8        | 14 | Emerson Fittipaldi    | Fittipaldi-Ford    | 79    | +1 kör                   | 15       |          |
| 9        | 36 | Rolf Stommelen        | Arrows-Ford        | 79    | +1 kör                   | 18       |          |
| 10       | 17 | Clay Regazzoni        | Shadow-Ford        | 79    | +1 kör                   | 20       |          |
| 11       | 10 | Jean-Pierre Jarier    | ATS-Ford           | 75    | +5 kör                   | 19       |          |
| 12       | 8  | Patrick Tambay        | McLaren-Ford       | 74    | Baleset                  | 11       |          |
| Kiesett  | 20 | Jody Scheckter        | Wolf-Ford          | 59    | Baleset                  | 10       |          |
| Kiesett  | 19 | Vittorio Brambilla    | Surtees-Ford       | 50    | Erőátvitel               | 17       |          |
| Kiesett  | 15 | Jean-Pierre Jabouille | Renault            | 43    | Turbó                    | 13       |          |
| Kiesett  | 12 | Gilles Villeneuve     | Ferrari            | 38    | Baleset                  | 2        |          |
| Kiesett  | 1  | Niki Lauda            | Brabham-Alfa Romeo | 27    | Gyújtás                  | 3        |          |
| Kiesett  | 3  | Didier Pironi         | Tyrrell-Ford       | 25    | Váltó                    | 22       |          |
| Kiesett  | 37 | Arturo Merzario       | Merzario-Ford      | 17    | Váltó                    | 21       |          |
| Kiesett  | 9  | Jochen Mass           | ATS-Ford           | 11    | Fék                      | 16       |          |
| Kiesett  | 2  | John Watson           | Brabham-Alfa Romeo | 9     | Váltó                    | 5        |          |
| Kiesett  | 7  | James Hunt            | McLaren-Ford       | 5     | Baleset                  | 7        |          |
| NI       | 18 | Rupert Keegan         | Surtees-Ford       |       | Baleset gyakorlás közben |          |          |
| NI       | 16 | Hans-Joachim Stuck    | Shadow-Ford        |       | Baleset gyakorlás közben |          |          |
| NK       | 30 | Brett Lunger          | McLaren-Ford       |       |                          |          |          |
| NK       | 23 | Lamberto Leoni        | Ensign-Ford        |       |                          |          |          |
| NeK      | 32 | Keke Rosberg          | Theodore-Ford      |       |                          |          |          |
| NeK      | 25 | Héctor Rebaque        | Lotus-Ford         |       |                          |          |          |
| NeK      | 39 | Danny Ongais          | Shadow-Ford        |       |                          |          |          |
| NeK      | 24 | Derek Daly            | Hesketh-Ford       |       |                          |          |          |

## Statisztikák
Vezető helyen:
- Gilles Villeneuve: 38 (1-38)
- Carlos Reutemann: 42 (39-80)

Carlos Reutemann 7. győzelme, 3. pole-pozíciója, Alan Jones 1. leggyorsabb köre.
- Ferrari 70. győzelme.

Derek Daly első versenye.